# Knobkierrie

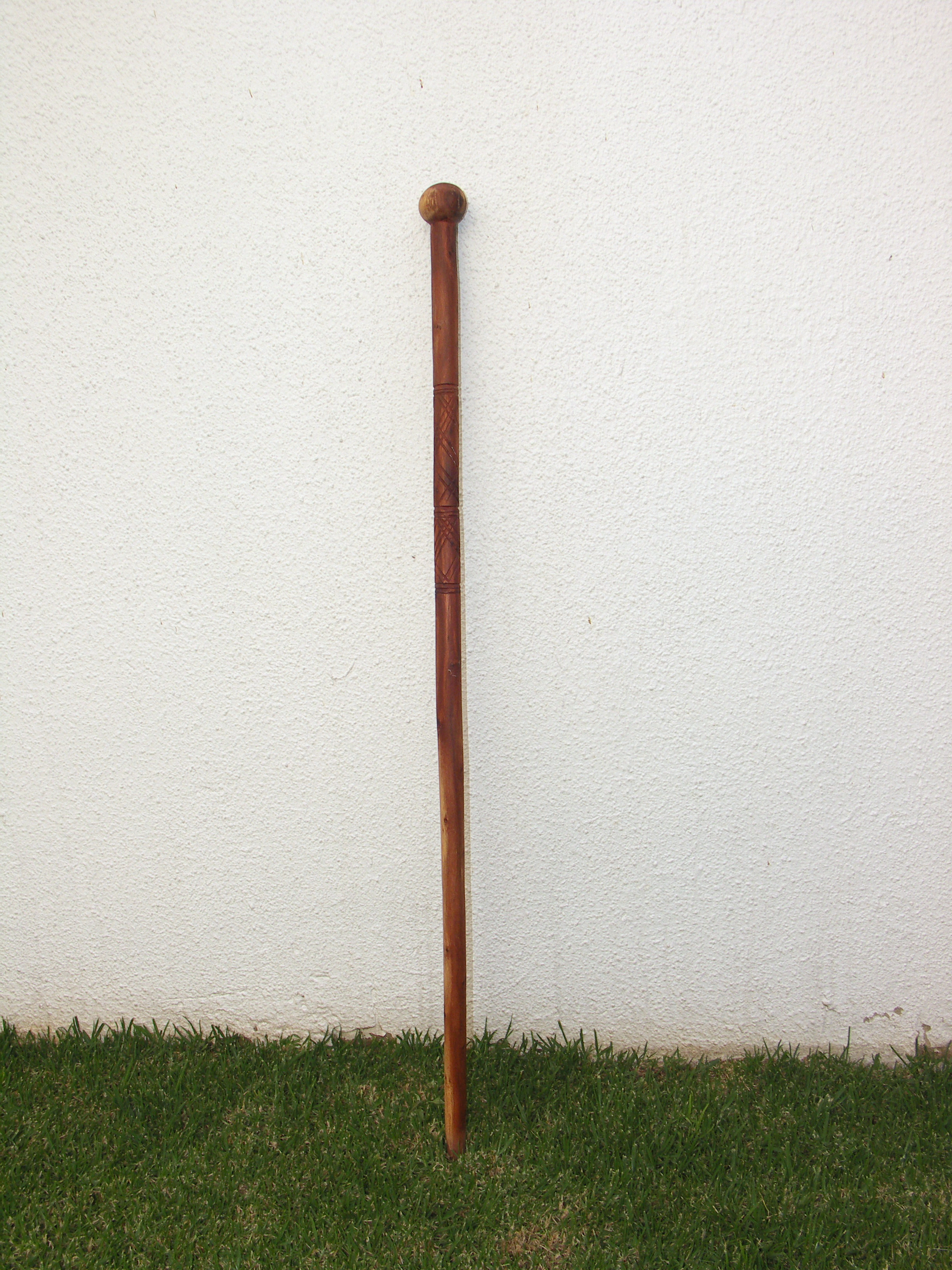
UN knobkierrie o iwisa simple.

Knobkierrie, también nombrado knobkerrie, knopkierie o knobkerry, son palos o bastones africanos que se utilizan principalmente en África meridional y oriental. Normalmente tienen una bola grande en un extremo y se puede utilizar para tirar a los animales en la caza o para aporrear el cráneo de un enemigo. Estos palos se fabrican con ramas de árboles de madera dura y pesada.
El nombre proviene de la palabra afrikáans Knop, lo que significa nudo o bola y la palabra kierrie, que significa caña o bastón. El nombre knobkierrie se ha implantado a las armas similares utilizadas por los nativos de Australia, las islas del Pacífico y otros lugares.
Los knobkierries fueron un arma indispensable en la guerra, sobre todo entre el sur de África con las tribus Nguni, como los zulú y los xhosa.
Knobkierries siguen siendo ampliamente utilizados, especialmente en las zonas rurales. El knobkierrie se emplea como arma en las guerras, como arma de defensa de los animales salvajes y como bastón en los tiempos de paz.
El jefe, o persona que está al mando, a menudo posee un knobkierrie con rostros o formas talladas y que tienen un significado simbólico.